# スタジオたくらんけ
スタジオたくらんけ（有限会社スタジオ・たくらんけ）は、かつて存在したアニメーションの作画請負を主な事業としていた日本のアニメ制作会社。

## 概要
サンライズの制作出身の近藤康彦が、アニメーターの山田浩之らと共に1987年に設立した。「たくらんけ」とは北海道や東北地方の方言で「馬鹿者」「悪ガキ」の意味である。
アニメーション制作、原画と動画の作画作業の請負などが主であるが、一部スタッフの中には演出で参加する者もいる。
2014年2月6日、山田浩之を代表取締役として「株式会社たくらんけ」（以下、新法人）が設立され、『ポケットモンスター』シリーズの制作グロス管理及び作画工程の請負など事業の大半を引き継いだ。
2023年3月29日付で東京地方裁判所から破産手続開始決定を受け、2024年1月15日付で法人格が消滅した。なお、関係者のTwitterによると新法人の経営には支障がなく、事業継続中としている。

## 主な参加作品

### テレビアニメ
- 赤い光弾ジリオン (1987年)
- 機甲戦記ドラグナー （1987年-1989年）
- シティーハンターシリーズ
  - シティーハンター2 （1988年）
  - シティーハンター3 （1989年）
  - シティーハンター'91 （1991年）
- F-エフ （1988年-1989年）
- 魔動王グランゾート  (1989年-1990年)
- 江戸っ子ボーイ がってん太助 （1990年-1991年）
- 幽★遊★白書 (1992年-1995年)
- クレヨンしんちゃん （1992年-）
- 機動戦士Vガンダム (1993年-1994年)
- 熱血最強ゴウザウラー (1993年-1994年)
- 機動武闘伝Gガンダム  (1994年-1995年）
- ブルーシード  (1994年-1995年）
- ふしぎ遊戯 （1995年-1996年）
- 天空のエスカフローネ （1996年）
- ポケットモンスターシリーズ
  - ポケットモンスター （1997年-2002年）
  - ポケットモンスター アドバンスジェネレーション （2002年-2006年）
  - ポケットモンスター ダイヤモンド&パール （2006年-2010年）
  - ポケットモンスター ベストウイッシュ （2011年-2012年）
  - ポケットモンスター ベストウイッシュ シーズン2 （2012年）
  - ポケットモンスター ベストウイッシュ シーズン2 エピソードN （2013年）
  - ポケットモンスター ベストウイッシュ シーズン2 デコロラアドベンチャー （2013年）
  - ポケットモンスター XY （2013年-2015年）
  - ポケットモンスター XY&Z （2015年-2017年）
  - ポケットモンスター サン&ムーン (2017年)
- 勇者王ガオガイガー （1997年-1998年）
- カウボーイビバップ （1998年）
- ブレンパワード (1998年)
- ガサラキ (1998年-1999年)
- THE ビッグオー (1999年・2003年)
- ∀ガンダム (1999年)
- ラブひな (2000年)
- HAND MAID メイ (2000年)
- 六門天外モンコレナイト (2000年)
- アルジェントソーマ (2000年-2001年)
- 学校の怪談  (2000年-2001年)
- 犬夜叉 （2000年-2004年）
- 機動天使エンジェリックレイヤー （2001年）
- シャーマンキング (2001年-2002年)
- ヒートガイジェイ（2002年-2003年）
- ロックマンエグゼ（2002年-2003年）
- OVERMANキングゲイナー（2002年-2003年）
- 鋼の錬金術師（2003年-2004年）
- プラネテス（2003年-2004年）
- 神魂合体ゴーダンナー!!（2003年-2004年）
- ソニックX （2003年-2004年）
- 鉄人28号（2004年）
- 絢爛舞踏祭 ザ・マーズ・デイブレイク（2004年）
- ケロロ軍曹（2004年-2013年）
- 攻殻機動隊 S.A.C. 2nd GIG（2004年-2005年）
- ゾイドフューザーズ（2004年-2005年）
- 機動戦士ガンダムSEED DESTINY（2004年-2005年）
- 交響詩篇エウレカセブン (2005年-2006年）
- ノエイン もうひとりの君へ（2005年-2006年）
- BLOOD+（2005年-2006年）
- Fate/stay night（2006年）
- 獣王星（2006年）
- 桜蘭高校ホスト部（2006年）
- xxxHOLiC（2006年）
- ゼーガペイン（2006年）
- 銀魂（2006年-）
- 結界師（2006年-2007年）
- 天保異聞 妖奇士（2006年-2007年）
- スカルマン THE SKULL MAN（2007年）
- 電脳コイル（2007年）
- REIDEEN（2007年）
- コードギアス 反逆のルルーシュR2（2008年）
- RD 潜脳調査室（2008年）
- 宇宙をかける少女 (2009年)
- 東のエデン (2009年)
- WHITE ALBUM (2009年)
- ヒーローマン (2010年)
- 世紀末オカルト学院 (2010年)
- ドラゴンクライシス! (2011年)
- ギルティクラウン (2011年-2012年）
- アクセル・ワールド（2012年）
- ソードアート・オンライン（2012年）
- 貧乏神が! (2012年）
- アイカツ! (2012年-)
- 超速変形ジャイロゼッター (2012年-2013年)
- 革命機ヴァルヴレイヴ (2012年-2013年)
- 進撃の巨人 (2013年）
- 惡の華 (2013年）
- ガンダムビルドファイターズ (2013年-2014年)
- キルラキル (2013年-2014年)
- ノラガミ (2014年)
- 天体のメソッド (2014年)
- ガンダム Gのレコンギスタ (2014年-2015年)
- 僕のヒーローアカデミア (2016年-2017年)
- それいけ!アンパンマン（2019年）

### 劇場アニメ
- ファイブスター物語 (1989年)
- スタジオジブリシリーズ
  - 紅の豚 （1992年）
  - On Your Mark（1995年）
  - 耳をすませば （1995年）
  - もののけ姫 （1997年）
  - ホーホケキョ となりの山田くん （1999年）
  - 千と千尋の神隠し （2001年）
  - ハウルの動く城 （2004年）
  - ゲド戦記 （2006年）
  - 借りぐらしのアリエッティ （2010年）
  - 風立ちぬ （2013年）
  - かぐや姫の物語 （2013年）
  - 君たちはどう生きるか （2023年）
- それいけ!アンパンマン ゆうれい船をやっつけろ!! （1995年）
- ルパン三世 くたばれ!ノストラダムス （1995年）
- 新世紀エヴァンゲリオン劇場版 Air/まごころを、君に （1997年）
- 人狼  (1998年)
- スプリガン  (1998年)
- アキハバラ電脳組 2011年の夏休み （1999年）
- BLOOD THE LAST VAMPIRE （1999年）
- 劇場版ポケットモンスターシリーズ
  - 劇場版ポケットモンスター 幻のポケモン ルギア爆誕 （1999年）
    - ピカチュウたんけんたい （1999年）

  - 劇場版ポケットモンスター 結晶塔の帝王 ENTEI （2000年）
  - 劇場版ポケットモンスター アドバンスジェネレーション ミュウと波導の勇者 ルカリオ （2005年）
  - 劇場版ポケットモンスター アドバンスジェネレーション ポケモンレンジャーと蒼海の王子 マナフィ （2006年）
  - 劇場版ポケットモンスター ダイヤモンド&パール ディアルガVSパルキアVSダークライ （2007年）
  - ポケモン・ザ・ムービーXY&Z ボルケニオンと機巧のマギアナ（2016年）
- 劇場版「ああっ女神さまっ （2000年）
- 千年女優 （2002年）
- パルムの樹 （2002年）
- 映画ドラえもんシリーズ
  - ドラえもん のび太のワンニャン時空伝 （2004年）
  - ドラえもん のび太の恐竜2006 （2006年）
  - ドラえもん のび太の新魔界大冒険 〜7人の魔法使い〜 （2007年）
- スチームボーイ （2004年）
- 映画クレヨンしんちゃんシリーズ
  - クレヨンしんちゃん 伝説を呼ぶブリブリ 3分ポッキリ大進撃 （2005年）
  - クレヨンしんちゃん 伝説を呼ぶ 踊れ!アミーゴ! （2006年）
  - クレヨンしんちゃん 嵐を呼ぶ 歌うケツだけ爆弾!（2007年）
  - クレヨンしんちゃん バカうまっ!B級グルメサバイバル!!（2013年）
  - クレヨンしんちゃん 爆睡!ユメミーワールド大突撃（2016年）
  - クレヨンしんちゃん 襲来!!宇宙人シリリ（2017年）
  - クレヨンしんちゃん 爆盛!カンフーボーイズ～拉麺大乱～（2018年）
- ロックマンエグゼ 光と闇の遺産 （2005年）
- 機動戦士Ζガンダム A New Translation -星を継ぐ者- （2005年）
- ブレイブ・ストーリー （2006年）
- まじめにふまじめ かいけつゾロリ なぞのお宝大さくせん （2006年）
- 劇場版 どうぶつの森 （2006年）
- ヱヴァンゲリヲン新劇場版:序 （2007年）
- スカイ・クロラ （2008年）
- ヱヴァンゲリヲン新劇場版:破 （2009年）
- REDLINE （2009年）
- ヱヴァンゲリヲン新劇場版:Q （2012年）
- 劇場版 HUNTER×HUNTER 緋色の幻影 （2013年）
- 劇場版 HUNTER×HUNTER -The LAST MISSION-（2013年）
- ジョバンニの島 （2014年）
- メアリと魔女の花（2017年）
- 天気の子 (20019年）
- シン・エヴァンゲリオン劇場版（2021年）
- すずめの戸締まり (2022年）

### OVA
- ザ・サムライ (1987年)
- 宇宙の戦士  (1988年)
- 機甲猟兵メロウリンク  (1988年)
- バオー来訪者 (1989年)
- エクスパーゼノン  (1991年)
- おざなりダンジョン 風の塔  (1991年)
- 機動戦士ガンダム0083 STARDUST MEMORY  (1991年)
- D-1 DEVASTATOR (1991年-1992年)
- アルスラーン戦記 (1991年-1993年)
- 万能文化猫娘  (1992年)
- ジャイアントロボ THE ANIMATION -地球が静止する日 (1992年-1998年)
- ドラゴンハーフ  (1993年)
- アイドル防衛隊ハミングバード (1993年)
- ザ・コクピット  (1993年)
- 機神兵団  (1993年-1994年)
- KEY THE METAL IDOL  (1994年)
- プラスチックリトル  (1994年)
- 新・キューティーハニー  (1994年-1995年)
- 宇宙の騎士テッカマンブレードII  (1994年-1995年)
- 聖羅ヴィクトリー  (1995年)
- 魔法使いTai!  (1996年)
- ヴァリアブル・ジオ (1996年)
- 機動戦士ガンダム 第08MS小隊 （1996年-1999年）
- 新機動戦記ガンダムW Endless Waltz  (1997年)
- AIKa（アイカ） (1997年-1999年)
- ジオブリーダーズ  (1998年)
- 青の6号  (1998年-2000年)
- 超神姫ダンガイザー3  (1999年）
- ふたりエッチ  (2002年)
- マクロスゼロ  (2002年)
- アニマトリックス  (2003年)
- アーリーレインズ  (2003年)
- DEAD LEAVES (2004年)
- To LOVEる -とらぶる-  (2009年)
- BLACK LAGOON: Roberta's Blood Trail  (2010年)
- 機動戦士ガンダムUC  (2010年-2014年)
- リトル ウィッチ アカデミア  (2013年)

### Webアニメ
- クレヨンしんちゃん外伝 エイリアン vs. しんのすけ（2016年）
- クレヨンしんちゃん外伝 おもちゃウォーズ（2016年）

### ゲーム
- 宝魔ハンターライム （1993年）
- サターンボンバーマン （1996年）
- テイルズ オブ デスティニー （1997年)
- ブラッディロア  (1997年)
- 胸騒ぎの予感 八神ひろきのGame-Taste （1999年）
- ポポロクロイス物語II （2000年）
- テイルズ オブ デスティニー2 （2002年）
- 桃太郎電鉄シリーズ
  - 桃太郎電鉄11 ブラックボンビー出現!の巻 （2002年）
  - 桃太郎電鉄12 西日本編もありまっせー! （2003年）
  - 桃太郎電鉄USA （2004年）
  - 桃太郎電鉄15 五大ボンビー登場!の巻 （2005年）
- シャイニング・ティアーズ （2004年）
- Reversible （2007年）

## 主要取引先

### アニメーション関連
- オー・エル・エム
- サンライズ
- スタジオジブリ
- スタジオディーン
- 東京キッズ

- 東京ムービー
- ぴえろ
- Production I.G
- マッドハウス
- ゆめ太カンパニー

### ゲーム関連
- ハドソン

## 関連人物
- 山田浩之
- 赤井俊文
- 新城真
- 伊藤邦彦
- 菅野宏紀
- 久壽米木信弥
- 小池智史

- 田中良
- 常木志伸
- 夏目久仁彦
- 藤田栄
- 箕輪豊
- 渡辺とおる